# Yotaú
Yotaú ist eine Ortschaft im Departamento Santa Cruz im Tiefland des südamerikanischen Anden-Staates Bolivien.

## Lage im Nahraum
Yotaú ist der zentrale Ort des Cantón Yotaú im Municipio El Puente in der Provinz Guarayos im nordwestlichen Teil des Departamentos Santa Cruz. Die Ortschaft liegt auf einer Höhe von 251 m in einem flachwelligen Hügelland am Bachlauf des Arroyo Santa María, neun Kilometer südöstlich der Laguna El Socorro, eines je drei Kilometer langen und breiten Binnensees.

## Geographie
Yotaú liegt in der Moxos-Ebene (spanisch: Llanos de Moxos), einer mehr als 100.000 km² großen Überschwemmungssavanne im nördlichen Tiefland von Bolivien. Das Klima der Region ist ein semi-humides Klima der warmen Tropen.
Die mittlere Durchschnittstemperatur der Region liegt bei etwa 25 °C und schwankt nur unwesentlich zwischen 21 °C im Juni und Juli und knapp 27 °C von Oktober bis Dezember. Der Jahresniederschlag beträgt etwa 1200 mm, bei einer kurzen Trockenzeit von Juni bis August mit Monatsniederschlägen unter 40 mm und einer ausgeprägten Feuchtezeit von Dezember bis März mit Monatsniederschlägen bis zu 200 mm.

## Verkehrsnetz
Yotaú liegt in einer Entfernung von 264 Straßenkilometern nördlich von Santa Cruz, der Hauptstadt des Departamentos.
Von Santa Cruz aus führt die asphaltierte Nationalstraße Ruta 4 über 47 Kilometer in östlicher Richtung über Cotoca nach Pailón. Hier trifft sie auf die Ruta 9, die in nördlicher Richtung über San Julián, San Ramón und El Puente nach 228 Kilometern Yotaú erreicht. Die Ruta 9 führt dann weiter über Ascención de Guarayos und Trinidad in den äußersten Norden des Landes nach Guayaramerín an der brasilianischen Grenze.

## Bevölkerung
Die Einwohnerzahl der Ortschaft ist in den vergangenen beiden Jahrzehnten auf mehr als das Doppelte angestiegen:
| Jahr | Einwohner | Quelle       |
| ---- | --------- | ------------ |
| 1992 | 810       | Volkszählung |
| 2001 | 1267      | Volkszählung |
| 2012 | 2007      | Volkszählung |
| 2024 |           | Volkszählung |

Aufgrund der seit den 1960er Jahren durch die Politik geförderten Zuwanderung indigener Bevölkerung vom Altiplano weist die Region einen nicht unerheblichen Anteil an Quechua-Bevölkerung auf, im Municipio El Puente sprechen 22,4 Prozent der Bevölkerung Quechua.